# Castelo Caergwrle
O Castelo Caergwrle (em língua inglesa Caergwrle Castle) é um castelo atualmente em ruínas localizado em Hope, Flintshire, País de Gales. 
Encontra-se classificado no grau "I" do "listed building" desde 7 de fevereiro de 1962.